# 緒方修 (評論家)
緒方修（おがた おさむ、1946年- ）は、日本のラジオディレクター、プロデューサー、文筆家。

## 人物・来歴
熊本県生まれ。中央大学卒、文化放送記者・ディレクター、プロデューサーを経て1999年より沖縄大学教授。早稲田大学講師など、東アジア共同体研究所理事。

## 著書
- 『漂泊の人びと』リヨン社, 1993.10
- 『シルクロードの未知国 トルクメニスタン最新事情』芙蓉書房出版, 1994.4
- 『世紀末を読み解く眼』芙蓉書房出版, 1996.2
- 『客家見聞録』現代書館, 1998.3
- 『世界客家大会を行く』現代書館, 2002.4
- 『歩きはじめた沖縄 沖縄の自然と歴史、そして辺野古』花伝社, 2016.5
- 『青い眼の琉球往来 ペリー以前とペリー以後』芙蓉書房出版, 2017.10
- 『青い眼が見た幕末・明治 12人の日本見聞記を読む』芙蓉書房出版, 2020.6

### 共編著
- 『沖縄・大交易ルネッサンス』吉川博也共編著、社会評論社, 1996.6
- 『体にいい沖縄野菜健康法』吉川敏男 野菜薬効監修、実業之日本社, 2004.9
- 『燦々オキナワ 沖縄暮らし3000日』ももココロ マンガ：現代書館, 2008.9